# Чернетчина (Ахтырский район)
Чернетчина (укр. Чернеччина) — село, Ахтырский район, Сумская область, Украина.. Центр Чернетчинской сельской общины.

## Географическое положение
Село Чернетчина находится на правом берегу реки Ворскла,
выше по течению на расстоянии в 1,5 км расположено село Доброславовка,
ниже по течению на расстоянии в 2 км расположено село Рыботень,
на противоположном берегу — город Ахтырка.
Река в этом месте извилистая, образует лиманы, старицы и заболоченные озёра.
К селу примыкают несколько лесных массивов (дуб).
Рядом проходит автомобильная дорога Т-1705.

## История
- Вблизи села Чернетчина обнаружены поселение времени бронзы, могильник и поселение скифских времен, славянское (VII—VIII вв) и 3 северянские (VIII—X вв), а также древнерусское городище и могильник, который имеет 2 тысячи курганов.
- Село основано во второй половине XVII века.

По переписи 2001 года население составляло 1746 человек.

## Экономика
- ООО «Проминь».
- Ахтырский межхозяйственный тепличный комбинат.

## Объекты социальной сферы
- Детский сад.
- Школа.
- Фельдшерско-акушерский пункт.
- Дом ветеранов.

## Достопримечательности
- Колокольня Троицкого монастыря.

## Известные люди
- В селе Чернетчина родился украинский поэт Воронько Платон Никитович.